# Бисалти
Биса̀лтите или бизалтите (на старогръцки: Βισάλται) са тракийско племе, населявало територията на Югозападна Тракия по долното течение на река Струма (Стримон), която е тяхна граница на изток. На запад във владенията им влизат части от Богданската планина и езерото Болбе (Бешичкото езеро, на новогръцки Волви), а северната им граница достига до планината Беласица, където влизат в контакт с тракийските племена меди и дерони. Съседи са и на тракийското племе крестони.
Споменават се от Херодот в разказа му за персийските походи в Елада, където той говори за „царя на бисалтите и крестонската земя“, който ослепява шестимата си сина, защото не изпълняват заповедта му и се присъединяват към войската на персийския цар Ксеркс I. Известен е и предводител на бизалтите с името Нарис.
След териториалното разширение на македоните, земите на бизалтите попадат под тяхна власт.
Днес името Висалтия носи дем в гръцката област Източна Македония и Тракия.